# Vaccí contra l'herpes zòster
El vaccí contra l'herpes zòster o vacuna contra l'herpes zòster és una vacuna contra la malaltia de l'herpes zòster i sobretot contra les seves complicacions; en particular, la neuràlgia postherpètica; que estaria destinada a persones majors de cinquanta anys.
La neuràlgia postherpètica és un dolor constant, debilitant i perllongat posterior a les erupcions cutànies produïdes per l'herpes zòster, que dura més d'un mes més tard de la seva aparició, i que pot durar diversos mesos o fins i tot anys. És la complicació més freqüent de l'herpes zòster, amb un 10%-15% d'incidència, i es dona especialment a la gent gran, sobretot en persones de més de setanta anys.

## Com actua
El vaccí existeix al mercat amb el nom comercial de Zostavax®. Com altres vaccins antivírics, està compost de virus vius però atenuats del virus VVZ, causant de la varicel·la i de l'herpes zòster. De fet es tracta d'un vaccí similar al de la varicel·la però amb una dosi molt superior (14 vegades més, o 19.400UFP) que actuaria de recordatori i de reforç dels anticossos de les persones que han superat una varicel·la.

## Població a vaccinar
Un 20% de persones que han tingut varicel·la desenvoluparan herpes zòster al llarg de la seva vida per diverses causes, que inclouen diabetis mellitus, immunodeficiència, exposició a raigs UV, etc. un altre motiu és l'edat, ja que es dona una incidència més elevada d'herpes zòster en persones més grans de seixanta anys. La complicació més freqüent, la neuràlgia postherpètica, ocorre sobretot en gent gran, sent la màxima incidència a partir dels setanta anys. Així, el vaccí està indicada per a persones majors de seixanta anys que hagin patit la varicel·la.

## Eficàcia moderada
El vaccí redueix el risc de desenvolupar herpes zòster en algunes edats, però no en totes, i a més en cap edat no garanteix que la persona no desenvoluparà l'herpes zòster. Concretament, s'ha observat una eficàcia molt baixa (18% aproximadament) del vaccí en persones majors de vuitanta anys, i la més elevada es produeix en les que tenen entre seixanta i setanta (entorn del 64%). En persones menors de seixanta anys l'eficàcia disminueix a un 54%.
L'eficàcia per a prevenir l'herpes zòster és d'un 51,0%. Per al dolor intens produït per l'herpes zòster, la neuràlgia postherpètica, aquesta és del 66,5%. Això suposaria disminuir la incidència d'herpes zòster d'una mitjana d'11,5 casos anuals en una població de mil persones a 5'4 casos per mil persones en un any, i reduir d'1,4 casos per miler anuals de neuràlgia postherpètica a 0'5 casos per mil anuals.

## Contraindicacions i efectes adversos
S'estan estudiant. Per a la Societat Catalana de Medicina Familiar i Comunitària, les contraindicacions serien les pròpies de la majoria de vaccins en general, la immunosupressió i la tuberculosi no tractada. Els efectes adversos serien locals i poc freqüents.

## Incògnites
No es coneix l'any 2010 la duració de la possible eficàcia del vaccí, és a dir, si caldrà revaccinar cada cert temps ni quin seria aquest temps. És possible també que un sol vaccí a la vida fos suficient, però no se sap encara.
D'altra banda, se sap que el contacte de les persones amb el virus de la varicel·la i l'herpes el que fa és que les persones que tenen aquest virus latent el manifestin menys sovint. Llavors, com que la vaccinació generalitzada produiria una circulació menor del virus i que la població en general estigui menys en contacte amb aquest, cap esperar -tot i que actualment és una incògnita- que les persones no vaccinades (i potser aquestes també) tinguin més probabilitats de desenvolupar l'herpes zòster. No se sap si l'efecte del vaccí compensarà l'efecte de la poca circulació natural del virus o si aquesta serà major.
L'efectivitat en persones d'edat molt avançada és molt reduïda per la qual cosa és possible que, en un entorn on circuli menys el virus lliure, els augmenti el risc de neuràlgia postherpètica. A més, els immunodeprimits i altres poblacions per a les quals no està previst el vaccí suposen un nombre alt de persones que romandrien amb risc de patir l'herpes zòster i qualsevol de les seves complicacions.

## Investigació d'una nou vaccí
Dos hospitals catalans, l'Hospital del Vall d'Hebron i l'Hospital Clínic de Barcelona participen conjuntament en un estudi clínic internacional fase II per a avaluar la seguretat i el poder immunològic en persones majors de cinquanta anys d'una nou vaccí de l'empresa farmacèutica GlaxoSmithKline.
En 2010, aquesta nou vaccí està sent desenvolupat per enginyeria genètica. Com a base antigènica inclou una glicoproteïna del virus VVZ a la qual s'afegeix un adjuvant, és a dir, una substància que en molt petita quantitat fa multiplicar els efectes de, en aquest cas, la glicoproteïna.